# آی‌ان‌اس شیوالیک (اف۴۷)
آی‌ان‌اس شیوالیک (اف۴۷) (به انگلیسی: INS Shivalik (F47)) یک کشتی است که طول آن ۱۴۲٫۵ متر (۴۶۸ فوت) می‌باشد. این کشتی در سال ۲۰۰۳ ساخته شد.